# Stellastarr*
Stellastarr*, stylisé stellastarr* est un groupe de rock indépendant américain, originaire de New York. Formé en mars 2000, il est composé de quatre membres : Shawn Christensen (chant, guitare), Amanda Tannen (basse, chant), Michael Jurin (guitare, chant) et Arthur Kremer (batterie, synthé). Au même titre que les Strokes, Interpol et autres Franz Ferdinand, le groupe puise son inspiration dans le son des années 1980 que ce soit les Pixies ou Joy Division pour ne citer que ceux-ci.

## Biographie
Le groupe est formé en mars 2000 des cendres de leur ancien groupe, Ghistor, formé pendant leurs études d'arts à la Pratt Institute de Brooklyn. Quelques années plus tard, après leur rencontre avec Jurin, qui a juste emménagé à Brooklyn et quitté son ancien groupe Funeral à Philadelphie, les anciens camarades se réunissent, cette fois avec Christensen au chant. Le nom du groupe s'inspire d'un vieux corbillard mauve qui était garé à Poughkeepsie, où Christensen a grandi.
Stellastarr joue son premier concert au Luna Lounge, ex-Lower East Side de Manhattan en juillet 2000, et publie une série limitée d'EP CDs peu après. Ils tournent avec Jane's Addiction, The Raveonettes, Placebo, The Killers, et Editors. Stellastarr a joué en Amérique du Nord, Amérique du Sud, en Europe et au Japon.
Leur troisième album, Civilized, est publié en juillet 2009 sur leur propre label, Bloated Wife. Graffiti Eyes et Numbers sont les singles, le dernier étant accompagné d'une face B, Winter Song. Peu de temps après, le groupe se met en pause.